# マネーサプライ
マネーサプライ（英: money supply）とは、金融機関と中央政府を除いた、国内の経済主体が保有する通貨の合計である。マネーストック（英: money stock）ともいい、これらを和訳した通貨供給量や通貨残高も使われる。
「金融機関」の範囲、「通貨」の範囲は単純に決められず、マネーサプライの具体的な数字の算定には、後述のようにさまざまな統計指標がある。

## 金融政策との関係
マネーサプライはマネタリーベースを信用創造によって金融機関が市中に供給することで増えるとされている。貨幣の供給量は、民間・銀行・中央銀行の決定に関わる部分によってその大小が決まる。経済学者の原田泰、大和総研は、貨幣供給量を1%増加させると、実質GDPは0.18%増大すると試算している。
マネーサプライは物価と深い関係があり、通常は他の条件が変わらなければ、マネーサプライの伸びが高く（低く）なると、物価の伸びも高まる（低くなる）傾向にあると考えられている。このため、欧米の中央銀行では金融政策の中間目標として、マネーサプライの動向が注視されていた。
エコノミストの坂東俊輔は「マーシャルのkの上昇、経済の開放度合いの高まり、変動相場制への移行などを通じて、ASEAN諸国において公開市場操作によるマネーサプライ管理の重要性が高まっている。先進国においては近年（1998年）、政策目標・政策手段との間に中間目標を設定し、政策を運営する方法が一般化している。そうした目標の一つに、マネーサプライが入っている。マネーサプライは数量変数であるため、金利のような価格変数よりも貸出量・設備投資などとより密接な関係があるからというのが通説である。ただし、マネーサプライ管理は一つの重要な指標ではあるが、マネーサプライの安定的な管理=経済の安定というわけではない」と指摘している。
日本銀行はマネーサプライを金融政策の目標や金融調節の操作対象としていないが、マクロの金融情勢を表す代表的な指標の1つとして金融政策の判断材料に利用している。 欧米主要中央銀行は、1970年代にはマネーサプライを金融政策運営上の中間目標に位置付けていたが、1980年代から1990年代にかけて、マネーサプライを中間目標に位置付ける政策運営を止めるようになった。
通貨の管理政策はアメリカなどが早くから採用しており、四半期ごとの「M2+CD」の伸びを「増加目標値」として公表、そして、そのターゲットの範囲内に伸びを押さえ込むように通貨管理をしている。イギリスやEUなど他の国ではインフレ目標政策を採用し、インフレ率をターゲットの範囲内に押さえ込むように通貨管理をしている。
市場金利連動型など定期預金やCDとは違った多種多様で仕組みが複雑な金融商品が登場したため、マネーサプライ管理も難しくなっている。いずれもM1にもM2にも属さない新金融商品のため、新たな通貨種類別の分類が必要となってきた。それに伴い「M2+CD」だけでマネーサプライをとらえる意味がなくなってきた。特にそれら新金融商品にマネーシフトが起きたりすると、「管理」の目が行き届かなくなる。これに現金通貨でも預金でもないクレジットカードが普及したため、一段とマネーサプライのとらえ方が難しくなっている。
イングランド銀行の季刊誌（2014年春号）は「現代経済における貨幣の創造」の中で、中央銀行がマネタリーベースの量を操作し、経済における融資や預金の量を決定しているという見解は通俗的な誤解であると指摘している。銀行による貸出しは、借り手の預金口座への記帳によって行われるに過ぎず、銀行の本源的な預金は、銀行の貸出し能力の制限になっていない。したがって、中央銀行がマネタリーベースの量を増やしても、民間主体に借入れの需要がなければ、銀行の貸出し（すなわち預金通貨の創出）は増えない。貨幣供給量を決めているのは、あくまでも借り手の資金需要であって、貸し手の資金量ではない。企業などの資金需要の増大がなければ、貨幣供給量は増えない。要するに、企業などの資金需要の増大が銀行の貸出しと預金を増やし、そしてマネタリーベースを増やすのであって、マネタリーベースの増加が銀行の貸出しを増やすのではない。

## 財政政策との関係
日本政府は預金口座を日本銀行にのみ保有している。日本国債は日銀の当座預金残高の振り替えをもって取引される。
その具体的な過程は次の通り。
1. ある銀行が国債（新発債）を購入する。このとき当行保有の日銀当座預金から政府開設の日銀当座預金勘定へと相当額が振り替えられる。
2. 政府は、たとえば公共事業の発注といった財政支出にあたり、請負企業への代金を政府小切手により支払う。
3. 政府小切手を得た企業は、自己の取引銀行に小切手を持ち込み、代金の取立を依頼する。
4. 取立を依頼された銀行は、相当金額を企業の口座に記帳する（ここで新たな民間預金が生まれる）。同時に代金の取立を日本銀行に依頼する。
5. この結果、政府保有の日銀当座預金（これは前述1.の「銀行への国債の売却」によって得られる）が、取立依頼者銀行の日銀当座預金勘定へ振り替えられる。
6. 銀行側は戻ってきた日銀当座預金でふたたび国債を（新発債）を購入できる。

この過程を経て、政府の財政支出によって民間預金が増額し、貨幣供給量が増す。逆に政府が債務を返済すれば、貨幣供給量は減少する。
このように、政府の財政政策によって貨幣供給量は操作される。

## 統計の種類
マネーサプライにおける通貨の範囲はいくつかの種類に分かれる。日本では日本銀行がM1、M2+CD、M3+CD、広義流動性の4種類について統計を発表していたが、郵政民営化の影響から2008年5月より「マネーサプライ統計」から「マネーストック統計」へ概念が変更された。それまで通貨保有主体であった証券会社・短資会社・非居住者の除外、通貨発行主体と各指標に含まれる金融商品の範囲変更、ゆうちょ銀行の保有現金や未払利子相当額の控除、現金通貨残高、金融機関保有小切手・手形残高（預金からの控除分）など推計方法の変更が実施されている。
統計指標の定義を変更によりM1、M2、M3、広義流動性の4種類を発表している。これらのうち日銀はM3を最も代表的な統計と見なしている。
M1
現金通貨と預金通貨を合計し、そこから調査対象金融機関保有の小切手・手形を差し引いたもの。
対象金融機関は日本銀行（代理店預け金等）、国内銀行（ゆうちょ銀行を含む）、外国銀行在日支店、信金中央金庫、信用金庫、農林中央金庫、商工組合中央金庫、その他金融機関（全国信用協同組合連合会、信用組合、労働金庫連合会、労働金庫、信用農業協同組合連合会、農業協同組合、信用漁業協同組合連合会、漁業協同組合）。
※現金通貨 = 銀行券発行高 + 貨幣流通高
※預金通貨 = 要求払預金（当座、普通、貯蓄、通知、別段、納税準備） - 調査対象金融機関の保有小切手・手形
M2
現金通貨と国内銀行等に預けられた預金を合計したもの。対象金融機関は日本銀行、ゆうちょ銀行以外の国内銀行、外国銀行在日支店、信金中央金庫、信用金庫、農林中央金庫、商工組合中央金庫。
M3
M1 + 準通貨 ＋ CD（譲渡性預金）。対象金融機関はM1と同じ。
※準通貨 = 定期預金 + 据置貯金 + 定期積金 + 外貨預金
広義流動性
M3 + 金銭の信託 + 投資信託 + 金融債 + 銀行発行普通社債 + 金融機関発行CP + 国債 + 外債。対象金融機関はM3のものに加えて国内銀行信託勘定、中央政府、保険会社等、外債発行機関。
郵便貯金・簡易生命保険管理機構（郵便貯金）や住宅金融支援機構といった独立行政法人、日本政策投資銀行・日本政策金融公庫等の一部政府系金融機関は「政府関係金融機関（中央政府）」と見なされ、M1の対象金融機関ではない。

## 世界のマネーサプライ

### アメリカ

アメリカのマネーサプライ(現金, M1, M2, M3) 1959年から

アメリカの米連邦準備銀行は以前、M1,M2,M3の3つの統計を公開していたが、2005年11月10日に2006年3月23日分からM3の公表を中止すると発表した。したがって、2006年春より連邦準備銀行はM1, M2の2つの統計だけを公開している。
M1は、一般に支払いのために使われる通貨からなり、現金と当座預金からなる。M2は、M1に流動性の高い預金口座（普通預金および小額の定期預金）を足したものである。これらの預金は、元本を損失することが全くか、ほとんど無しにM1に交換できるものである。
The M2 measure is thought to be held primarily by households. The third aggregate, M3 is no longer published. Prior to this discontinuation, M3 had included M2 plus certain accounts that are held by entities other than individuals and are issued by banks and thrift institutions to augment M2-type balances in meeting credit demands; it had also included balances in money market mutual funds held by institutional investors.  The aggregates have had different roles in monetary policy as their reliability as guides has changed.  The following details their principal components:
- M0: The total of all physical currency, plus accounts at the central bank that can be exchanged for physical currency.
- M1: The total of all physical currency part of bank reserves + the amount in demand accounts ("checking" or "current" accounts).
- M2: M1 + most savings accounts, money market accounts, retail money market mutual funds,and small denomination time deposits (certificates of deposit of under $100,000).
- M3: M2 + all other CDs (large time deposits, institutional money market mutual fund balances), deposits of eurodollars and repurchase agreements.

When the Federal Reserve announced in 2005 that they would cease publishing M3 statistics in March 2006, they explained that M3 did not convey any additional information about economic activity compared to M2, and thus, "has not played a role in the monetary policy process for many years."  Therefore, the costs to collect M3 data outweighed the benefits the data provided. Some politicians have spoken out against the Federal Reserve's decision to cease publishing M3 statistics and have urged the U.S. Congress to take steps requiring the Federal Reserve to do so.  Congressman Ron Paul claimed that "M3 is the best description of how quickly the Fed is creating new money and credit. Common sense tells us that a government central bank creating new money out of thin air depreciates the value of each dollar in circulation." Some of the data used to calculate M3 are still collected and published on a regular basis. Current alternate sources of M3 data are available from the private sector.
As of 4 November 2009 the federal reserve reported that the U.S. dollar monetary base is $1,999,897,000,000.  This is an increase of 142% in 2 years.  The monetary base is only one component of money supply, however.  M2, the broadest measure of money supply, has increased from approximately $7.41 trillion to $8.36 trillion from November 2007 to October 2009, the latest month-data available.  This is a 2-year increase in U.S. M2 of approximately 12.9%.

### ユーロ圏

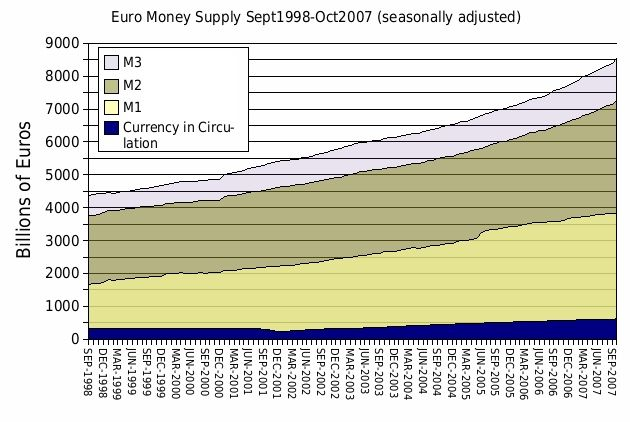
ユーロのマネーサプライ（1998年-2007年）。

ユーロ圏の欧州中央銀行は、ユーロの通貨統計を以下のように定義している:
- M1: 市中の貨幣＋夜間金庫
- M2: M1 + 満期2年までの定期預金 + 3ヶ月までに償還される口座
- M3: M2 + 現先取引+ マネー・マーケット・ファンド（MMF） + 2年以内の債券

### 日本

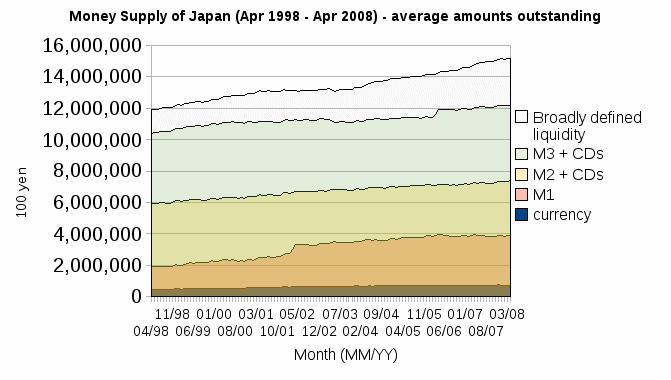
日本のマネーサプライ（1998年4月-2008年4月）

現行のマネーストック統計については
1998年4月から2008年4月まで（マネーサプライ統計）
- M1: 現金通貨 + 預金通貨
- M2 + CD: M1 + 準通貨 + CD
- M3 + CD: (M2 + CD) + 郵便貯金 + 農協、漁協、信組、労金の預貯金 + 金銭信託・貸付信託
- 広義流動性: (M3 + CD) + 金銭信託以外の金銭の信託 + 投資信託 + 金融債 + 金融機関発行CP + 債券現先・現金担保付債券貸借 + 国債・FB + 外債

### イギリス

イギリスのマネーサプライ（M4、1983–2024）

イギリスの公式なマネーサプライ統計は2つある。M0として「ワイドマネタリーベース」もしくは「ナローマネー」と呼ばれるものと、M4として「広義流動性("broad money")」または単に「マネーサプライ」と呼ばれるものの2つである。 
- M0: 現金通貨+市中銀行のイングランド銀行預金
- M4: 現金通貨+預金+住宅貸付組合出資[18]

There are several different definitions of money supply to reflect the differing stores of money. Due to the nature of bank deposits, especially time-restricted savings account deposits, the M4 represents the most illiquid measure of money. M0, by contrast, is the most liquid measure of the money supply.
2023年11月27日、イギリスの議会上院の経済委員会は、41年ぶりの物価高騰を受けて、イングランド銀行に関する調査報告書を発表し、今後の金融政策運営の在り方として、「マネーサプライ」の変化を一段と重視するようイギリス銀行に求めた。報告書は、四半期経済見通しの一部をマネーサプライの傾向分析に当てるべきだという点に力点を置いている。委員会での証言では「（イギリス銀行で）知性の多様性欠如」と「不十分な経済予想モデルへの過剰依存」が、2020-2021年の「インフレ目標超え（の高い物価上昇率）は『一時的な』現象という（MPCメンバーの）全員一致の見解」をもたらしたとしている。

### 中国
2012年12月20日、中国人民銀行の当局者は、長期的なインフレ圧力高進を防ぐため、数年内にマネーサプライの伸び率目標を引き下げるべきとの見解を示した。過去10年（2012年時点）でM2は急拡大し、GDPに対するM2の比率は2012年現在で180%となっており、多くの先進国に比べて高くなっている。2012年のM2伸び率目標は14%としており、2011年の伸び率は14.7%（2011年のM2伸び率目標は16%）、2009年は26.5%であった。
2014年3月5日、李克強首相は政府活動報告の中で、2014年のM2伸び率目標は13%と示した。同年3月7日、中国人民銀行の易綱・副総裁は、2014年のマネーサプライM2伸び率の目標である13%は「適切」との認識を示した。
2014年4月15日、中国人民銀行が発表した3月のマネーサプライM2伸び率は前年比12.1%となり、国家統計局のデータによると、2001年5月以来の低水準となった。

### インド
インドのインド準備銀行は、マネーサプライ統計を以下のように定義している:
- Reserve Money (M0): Currency in circulation + Bankers’ deposits with the RBI + ‘Other’ deposits with the RBI = Net RBI credit to the Government + RBI credit to the commercial sector + RBI’s claims on banks + RBI’s net foreign assets + Government’s currency liabilities to the public – RBI’s net non-monetary liabilities.
- M1: Currency with the public + Deposit money of the public (Demand deposits with the banking system + ‘Other’ deposits with the RBI).
- M2: M1 + Savings deposits with Post office savings banks.
- M3: M1+ Time deposits with the banking system = Net bank credit to the Government + Bank credit to the commercial sector + Net foreign exchange assets of the banking sector + Government’s currency liabilities to the public – Net non-monetary liabilities of the banking sector (Other than Time Deposits).
- M4: M3 + All deposits with post office savings banks (excluding National Savings Certificates).

### オーストラリア
オーストラリアのオーストラリア準備銀行は、マネーサプライ統計を以下のように定義している:
- M1: currency bank + current deposits of the private non-bank sector
- M3: M1 + all other bank deposits of the private non-bank sector
- Broad Money: M3 + borrowings from the private sector by NBFIs, less the latter's holdings of currency and bank deposits
- Money Base: holdings of notes and coins by the private sector plus deposits of banks with the Reserve Bank of Australia (RBA) and other RBA liabilities to the private non-bank sector

### ニュージーランド
ニュージーランドのニュージーランド準備銀行は、マネーサプライ統計を以下のように定義している:
- M1: notes and coins held by the public plus chequeable deposits, minus inter-institutional chequeable deposits, and minus central government deposits
- M2: M1 + all non-M1 call funding (call funding includes overnight money and funding on terms that can of right be broken without break penalties) minus inter-institutional non-M1 call funding
- M3: the broadest monetary aggregate. It represents all New Zealand dollar funding of M3 institutions and any Reserve Bank repos with non-M3 institutions. M3 consists of notes & coin held by the public plus NZ dollar funding minus inter-M3 institutional claims and minus central government deposits